# Marina Köhncke
Marina Köhncke née Loheit, (née le 8 mars 1968 à Hambourg-Wandsbek) est un cavalière allemande de concours complet.

## Carrière
Köhncke est la fille de grossistes en alimentation, elle grandit à Radbruch. À neuf ans, elle reçoit son premier poney. Elle commence la compétition à onze ans puis à quatorze ans le concours complet.
En 1985, elle participe pour la première fois aux Championnats d'Europe junior. Elle fait partie de l'équipe d'Allemagne pour cette compétition en 1989.
Aux Jeux équestres mondiaux de 1990, avec Sundance Kid, Marina Loheit gagne la médaille de bronze par équipe. Elle est la meilleure participante allemande dans l'épreuve individuelle. En 1993, elle devient championne d'Allemagne ; elle est la deuxième femme à remporter ce titre après Simone Richter. En 1993, elle fait partie de l'équipe allemande avec Arapaima au Championnat d'Europe à Achselschwang.
En 1996, elle entre au DOKR. En 1998, elle déménage à Badendorf avec son mari qu'elle vient d'épouser. Hans-Jürgen Köhncke (entre autres l'éleveur de Collin, cheval vainqueur avec Toni Hassmann) est son beau-père Aux Jeux équestres mondiaux de 1998, elle ne finit pas avec Longchamps ; comme sa coéquipière Bettina Overesch ne termine pas non plus, l'équipe allemande n'est pas classée.
Elle participe aux Championnats d'Europe en 1999 et, grâce à une deuxième place au championnat allemand, aux Jeux olympiques d'été de 2000 où elle est quatrième de l'épreuve par équipe, mais elle n'est pas classée dans l'épreuve individuelle.
Après une pause après la naissance de son fils, elle reprend sa carrière en 2002. Elle prend part à des épreuves CIC**/CCI**. Après avoir commencé sa carrière internationale avec Calma Schelly en 2008 dans des compétitions trois étoiles, elle vient en 2010 à une épreuve quatre étoiles, le Burghley Horse Trials. En 2011, elle se présente au concours complet de Badminton et au CHIO d'Aix-la-Chapelle. Début 2012, la jument doit être opérée en raison de dommages aux tendons, elle est retirée de la compétition.
Les années suivantes, elle participe avec Clooney et Let’s Dance à des compétitions trois étoiles.
Marina Köhncke est entraîneuse après une formation avec Martin Plewa et Horst Karsten.